# Oli de borratja
Oli de borratja  (en anglès: Borage seed oil) és un oli obtingut pel premsat de les llavors de la borratja (Borago officinalis). Es fa servir com a medicinal pel seu efecte antiinflamatori per tractar l'artritis, i també algunes afeccions de la pell (p.e.dermatitis atòpica) i inflamacions respiratòries.
Té una de les majors quantitats (24%) d'àcid gamma-linolènic (omega-6) entre els olis de llavors – més que l'oli de groseller negre.